# 小松雅美
小松 雅美（こまつ まさみ、男性、1960年1月3日 - ）は、日本の実業家。株式会社セブン&アイ・フードシステムズ代表取締役社長。

## 人物・経歴
千葉県出身。1983年日本大学文理学部卒業。1986年デニーズ・ジャパン入社。2003年デニーズ・ジャパン営業部営業業務総括マネジャー。2012年セブン&アイ・フードシステムズ執行役員商品開発部長。2014年セブン&アイ・フードシステムズ取締役執行役員商品開発部長に昇格。2015年セブン&アイ・フードシステムズ取締役執行役員レストラン事業部長。2017年からセブン&アイ・フードシステムズ代表取締役社長を務め、業績低迷のうえ人手不足が続く中、接客手法の見直しなどを進めた。